# 1158
Il 1158 (MCLVIII in numeri romani) è un anno  del XII secolo.

## Eventi
- 3 agosto - L'imperatore Federico Barbarossa fonda la città di Lodi.
- Novembre - Dieta di Roncaglia: Federico Barbarossa scende in Italia e rivendica a sé e all'impero tutti quei diritti che i Comuni dell'Italia settentrionale esercitavano illegittimamente: i diritti di imporre tributi, coniare le monete, promulgare le leggi, nominare i magistrati e guidare l'esercito. Il papa non essendo d'accordo con le sue decisioni lo scomunica.
- Prudenzio Farnese sconfigge i fuoriusciti orvietani appoggiati dai ghibellini senesi.
- Fondazione di Monaco di Baviera

## Nati
- 23 settembre - Goffredo II di Bretagna, duca britannico († 1186)
- Al-Nāṣir li-dīn Allāh, califfo († 1225)
- Agnese di Zähringen, nobile tedesca († 1239)
- Philippe de Dreux, vescovo francese († 1217)
- Elena d'Ungheria, sovrana ungherese († 1199)
- Enrico I di Mödling, nobile austriaco († 1223)
- Ermengol VIII di Urgell, conte († 1209)
- Margherita di Francia, principessa francese († 1197)
- Raimondo Berengario III di Provenza, conte († 1181)
- Taira no Koremori, nobile e militare giapponese († 1184)
- Alberto I di Meißen, nobile tedesco († 1195)
- Fujiwara no Ietaka, poeta giapponese († 1237)

## Morti
- 6 febbraio - Guarino Foscari, cardinale, vescovo cattolico e religioso italiano
- 26 aprile - Martirio di Strigonio, arcivescovo cattolico ungherese
- 20 maggio - Ambrogio, monaco cristiano e vescovo cattolico italiano
- 26 giugno - Bartolomeo di Giura, vescovo cattolico francese
- 19 luglio - Wibaldo di Stavelot, abate fiammingo
- 27 luglio - Goffredo VI d'Angiò, conte (n. 1134)
- 12 agosto - Anselmo da Havelberg, arcivescovo cattolico tedesco (n. 1099)
- 20 agosto - Rögnvald Kali Kolsson, cavaliere medievale norvegese
- 31 agosto - Sancho III di Castiglia, re spagnolo (n. 1134)
- 22 settembre - Ottone di Frisinga, vescovo cattolico e storico tedesco
- 2 dicembre - Mafalda di Savoia, regina (n. 1125)
- Guido Bellagi, cardinale italiano
- Guglielmo II di Bures, nobile francese

## Calendario
| Calendario 1158 | Calendario 1158 | Calendario 1158 | Calendario 1158 | Calendario 1158 | Calendario 1158 | Calendario 1158 | Calendario 1158 | Calendario 1158 | Calendario 1158 | Calendario 1158 | Calendario 1158 | Calendario 1158 | Calendario 1158 | Calendario 1158 | Calendario 1158 | Calendario 1158 | Calendario 1158 | Calendario 1158 | Calendario 1158 | Calendario 1158 | Calendario 1158 | Calendario 1158 | Calendario 1158 | Calendario 1158 | Calendario 1158 | Calendario 1158 | Calendario 1158 | Calendario 1158 | Calendario 1158 | Calendario 1158 | Calendario 1158 | Calendario 1158 |
| --------------- | --------------- | --------------- | --------------- | --------------- | --------------- | --------------- | --------------- | --------------- | --------------- | --------------- | --------------- | --------------- | --------------- | --------------- | --------------- | --------------- | --------------- | --------------- | --------------- | --------------- | --------------- | --------------- | --------------- | --------------- | --------------- | --------------- | --------------- | --------------- | --------------- | --------------- | --------------- | --------------- |
|                 | 1               | 2               | 3               | 4               | 5               | 6               | 7               | 8               | 9               | 10              | 11              | 12              | 13              | 14              | 15              | 16              | 17              | 18              | 19              | 20              | 21              | 22              | 23              | 24              | 25              | 26              | 27              | 28              | 29              | 30              | 31              |                 |
| Gennaio         | Me              | Gi              | Ve              | Sa              | Do              | Lu              | Ma              | Me              | Gi              | Ve              | Sa              | Do              | Lu              | Ma              | Me              | Gi              | Ve              | Sa              | Do              | Lu              | Ma              | Me              | Gi              | Ve              | Sa              | Do              | Lu              | Ma              | Me              | Gi              | Ve              |                 |
| Febbraio        | Sa              | Do              | Lu              | Ma              | Me              | Gi              | Ve              | Sa              | Do              | Lu              | Ma              | Me              | Gi              | Ve              | Sa              | Do              | Lu              | Ma              | Me              | Gi              | Ve              | Sa              | Do              | Lu              | Ma              | Me              | Gi              | Ve              |                 |                 |                 |                 |
| Marzo           | Sa              | Do              | Lu              | Ma              | Me              | Gi              | Ve              | Sa              | Do              | Lu              | Ma              | Me              | Gi              | Ve              | Sa              | Do              | Lu              | Ma              | Me              | Gi              | Ve              | Sa              | Do              | Lu              | Ma              | Me              | Gi              | Ve              | Sa              | Do              | Lu              |                 |
| Aprile          | Ma              | Me              | Gi              | Ve              | Sa              | Do              | Lu              | Ma              | Me              | Gi              | Ve              | Sa              | Do              | Lu              | Ma              | Me              | Gi              | Ve              | Sa              | Do              | Lu              | Ma              | Me              | Gi              | Ve              | Sa              | Do              | Lu              | Ma              | Me              |                 |                 |
| Maggio          | Gi              | Ve              | Sa              | Do              | Lu              | Ma              | Me              | Gi              | Ve              | Sa              | Do              | Lu              | Ma              | Me              | Gi              | Ve              | Sa              | Do              | Lu              | Ma              | Me              | Gi              | Ve              | Sa              | Do              | Lu              | Ma              | Me              | Gi              | Ve              | Sa              |                 |
| Giugno          | Do              | Lu              | Ma              | Me              | Gi              | Ve              | Sa              | Do              | Lu              | Ma              | Me              | Gi              | Ve              | Sa              | Do              | Lu              | Ma              | Me              | Gi              | Ve              | Sa              | Do              | Lu              | Ma              | Me              | Gi              | Ve              | Sa              | Do              | Lu              |                 |                 |
| Luglio          | Ma              | Me              | Gi              | Ve              | Sa              | Do              | Lu              | Ma              | Me              | Gi              | Ve              | Sa              | Do              | Lu              | Ma              | Me              | Gi              | Ve              | Sa              | Do              | Lu              | Ma              | Me              | Gi              | Ve              | Sa              | Do              | Lu              | Ma              | Me              | Gi              |                 |
| Agosto          | Ve              | Sa              | Do              | Lu              | Ma              | Me              | Gi              | Ve              | Sa              | Do              | Lu              | Ma              | Me              | Gi              | Ve              | Sa              | Do              | Lu              | Ma              | Me              | Gi              | Ve              | Sa              | Do              | Lu              | Ma              | Me              | Gi              | Ve              | Sa              | Do              |                 |
| Settembre       | Lu              | Ma              | Me              | Gi              | Ve              | Sa              | Do              | Lu              | Ma              | Me              | Gi              | Ve              | Sa              | Do              | Lu              | Ma              | Me              | Gi              | Ve              | Sa              | Do              | Lu              | Ma              | Me              | Gi              | Ve              | Sa              | Do              | Lu              | Ma              |                 |                 |
| Ottobre         | Me              | Gi              | Ve              | Sa              | Do              | Lu              | Ma              | Me              | Gi              | Ve              | Sa              | Do              | Lu              | Ma              | Me              | Gi              | Ve              | Sa              | Do              | Lu              | Ma              | Me              | Gi              | Ve              | Sa              | Do              | Lu              | Ma              | Me              | Gi              | Ve              |                 |
| Novembre        | Sa              | Do              | Lu              | Ma              | Me              | Gi              | Ve              | Sa              | Do              | Lu              | Ma              | Me              | Gi              | Ve              | Sa              | Do              | Lu              | Ma              | Me              | Gi              | Ve              | Sa              | Do              | Lu              | Ma              | Me              | Gi              | Ve              | Sa              | Do              |                 |                 |
| Dicembre        | Lu              | Ma              | Me              | Gi              | Ve              | Sa              | Do              | Lu              | Ma              | Me              | Gi              | Ve              | Sa              | Do              | Lu              | Ma              | Me              | Gi              | Ve              | Sa              | Do              | Lu              | Ma              | Me              | Gi              | Ve              | Sa              | Do              | Lu              | Ma              | Me              |                 |